# Juliana Londoño
Juliana Londoño David (Medellín, 14 januari 2005) is een Colombiaans wielrenster die zowel op de baan als op de weg deelneemt aan wedstrijden. Sinds 2025 rijdt ze op de weg bij de Nederlandse wielerploeg Team Picnic PostNL.

## Carrière
Londoño mocht in 2024 rijden bij de door de UCI opgerichte wielerploeg WCC Team en was dat jaar onder andere actief in de Princess Anna Vasa Tour, waar haar beste resultaat een derde plaats was in de derde etappe. Eind september nam ze voor het eerst deel aan de wegwedstrijd op de wereldkampioenschappen wielrennen, maar reed deze niet uit. Haar resultaten van 2025 leverde Londoño een eerste profcontract op bij Team Picnic PostNL vanaf 2025. Op haar tweede wedstrijddag won ze het nationale kampioenschap op de weg, voor Diana Peñuela en Paula Patiño. Verder in het voorjaar reed ze de Wielerweek van Valencia en enkele eendaagse koersen in België. Eind april nam ze voor het eerst deel aan de Pan-Amerikaanse kampioenschappen wegwielrennen. Na een zesde plaats in de tijdrit won ze de wegwedstrijd die plaatsvond in en rond het Uruguyaanse Punta del Este.

## Palmares

### Baanwielrennen
| Jaar | CK                                                    | P-AK                                                                  | WK | Overige                                        |
| ---- | ----------------------------------------------------- | --------------------------------------------------------------------- | -- | ---------------------------------------------- |
| 2023 | achtervolging · afvalkoers · scratch · 8e puntenkoers |                                                                       |    | Pan-Amerikaanse Spelen: · ploegenachtervolging |
| 2024 |                                                       | afvalkoers · koppelkoers · 5e achtervolging · 5e ploegenachtervolging |    |                                                |

### Wegwielrennen
2023
 Pan-Amerikaans kampioene tijdrijden, junioren
 Pan-Amerikaans kampioene op de weg, junioren
2025
 Colombiaans kampioene op de weg, elite
 Pan-Amerikaans kampioene op de weg, Elite

#### Resultaten in voornaamste wedstrijden
|      | \| Jaar \| \| WK op de weg \| \| ---- \| \| ------------ \| \| 2024 \| \| opgave \| |              |
| Jaar |                                                                                     | WK op de weg |
| 2024 |                                                                                     | opgave       |

## Ploegen
- 2024 – WCC Team
- 2025 –  Team Picnic PostNL

Bader · Barale · Barbieri · Cavalli · Ciabocco · Georgi · Heremans · Jastrab · Koch · Kool · Londoño · Nelson · Peperkamp · Roldan · Smith · Storrie · Uijen · Vinke